# Thomas Eyton
Thomas Eyton (* 27. März 1777; † 13. Februar 1855 in Shropshire?) war ein britischer Barrister, Sheriff von Shropshire und Vater von Thomas Campbell Eyton. 

## Leben und Wirken
Thomas Eyton war der erste Sohn von Thomas Eyton of Eyton (?–1816). Er wurde in Rugby erzogen. Auf dem St John’s College der Universität Cambridge legte er 1777 sein Abschluss als Baccalaureus Artium und 1802 den als Magister Artium ab. 
Am 8. Juni 1804 wurde er in die Honorable Society of Lincoln’s Inn aufgenommen und übte das Amt des Stadtrichters in Wenlock aus. 1840 wurde er Sheriff von Shropshire.

## Nachweise
- Frederic Boase: Modern English Biography: Containing Many Thousand Concise Memoirs of Persons who Have Died Since the Year 1850, with an Index of the most Interesting Matter. 6 Bände, Truro: Netherton & Worth, 1892–1921